# للا عزیزا
للا عزیزا (به فرانسوی: Lalla Aaziza) یک منطقهٔ مسکونی در مراکش است که در استان شیشاوه واقع شده‌است. للا عزیزا ۷٬۷۸۱ نفر جمعیت دارد.